# Pierre Lemarquis
Pour les articles homonymes, voir Lemarquis.
Pierre Lemarquis est un neurologue, neurophysiologiste et neuropharmacologue. Diplômé de médecine chinoise, il est membre de la Société française de neurologie, de la Société de neurophysiologie clinique de langue française et de l’Académie des sciences de New York. Il participe à l'enseignement du diplôme d'éthologie de l'université de Toulon-La Garde. 
Il s'intéresse en particulier aux liens qui existent entre le cerveau et la musique, et l'impact de la musique sur les patients atteints de la maladie d’Alzheimer. Il fait partie du groupe de recherche sur "Résilience et Personne Agée" animé par Boris Cyrulnik. Il décrit des patients victime d'AVC qui avaient perdu le langage et qui sont capables de fredonner une mélodie connue. Pour lui, « "Faire tourner un air en boucle dans sa tête s'apparente à un comportement addictif" ». « "quand on écoute une musique qui nous plaît (ou qu'on la chantonne dans notre tête), notre cerveau sécrète des neurotransmetteurs (la dopamine, la morphine endogène et la sérotonine) qui activent le circuit du plaisir et de la récompense exactement comme dans la prise de drogues" ». Pour lui, le frisson qu'on peut avoir en écoutant de la musique « est lié à la libération d'endorphines qui agissent comme des antidouleurs. ».
Pour Boris Cyrulnik, « Les travaux du neurologue Pierre Lemarquis montrent, par exemple, que les enfants qui apprennent la musique maîtrisent mieux leurs émotions, accèdent les premiers à la parole, se sociabilisent et progressent plus vite" ». Il indique également que contrairement à la musique classique, le jazz favorise la mémoire à court terme.

## Ouvrages publiés
Il est l'auteur de  L'art qui guérit (2020), L'empathie esthétique (2015), Portrait du cerveau en artiste (2014), Sérénade pour un cerveau musicien (2013),